# Cnemisticta latilobata
Cnemisticta latilobata – gatunek ważki z rodziny Isostictidae.